# 邢必强旧居
邢必强旧居，位于山西省临汾市洪洞县赵城镇东街村西，即赵城老十字路口东南，占地3亩，为甘肃造币厂监督、关口村人邢必强（1893-1960年）建于1935—1937年，他在赵城县城内开设福长永钱铺。邢家宅院早已充公，拓宽街道时，在一个地下室发现保险柜，充公一整柜银圆。邢家宅院仍然保留两座中西合璧的建筑，歇山顶，拱形门窗。邢必强旧居已公布为洪洞县文物保护单位。